# Klaus-Michael Kühne

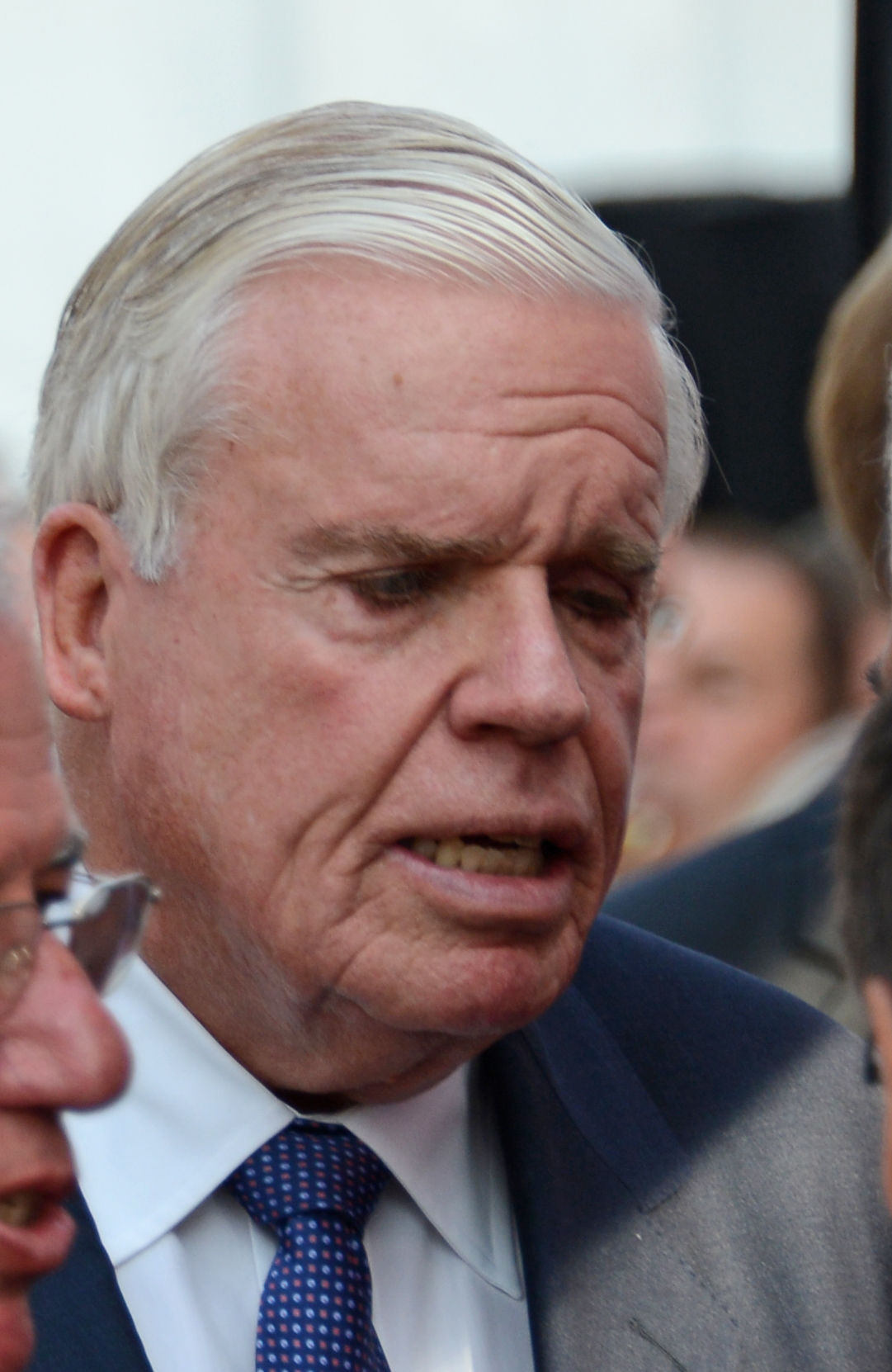
Klaus-Michael Kühne bei der Taufe der Hamburg Express (2012)

Klaus-Michael Kühne (* 2. Juni 1937 in Hamburg) ist ein deutscher Unternehmer, Stifter, Mäzen und Sponsor mit Wohnsitz in der Schweiz. Über die im Jahr 1993 gegründete Kühne Holding AG ist er unter anderem Mehrheitsgesellschafter der maßgeblich unter seiner Leitung aufgebauten Kühne + Nagel Gruppe, die weltweit zu den führenden Logistikdienstleistern zählt. Zudem hält die Holding Anteile der Hapag-Lloyd AG, der Lufthansa AG, der Brenntag SE, der Flix SE, des Pharma-Auftragsfertigers Aenova Group  sowie der HSV Fußball AG & Co. KGaA. Weiter ist die Holding an Luxus-Hotels wie dem The Fontenay in Hamburg und anderen namhaften Immobilien beteiligt.
Die von Kühne und seinen Eltern im Jahr 1976 gegründete Kühne-Stiftung engagiert sich in den Bereichen Logistik, Medizin, Klima und Kultur. Ihr größtes Projekt ist die Kühne Logistics University, KLU, eine Business School mit Standorten in Hamburg und Ho-Chi-Minh-Stadt, Vietnam. Im schweizerischen Davos unterhält sie einen Medizincampus mit Forschungsprogrammen in der Allergologie und Kardiologie sowie eine Hochgebirgsklinik. Bis zum Jahr 2028 soll in Hamburg zudem ein neues Klima-Center entstehen, um Beiträge der Logistik zum Klimaschutz zu erforschen. Weiter werden Elbphilharmonie, Hamburgische Staatsoper und Opernhaus Zürich von der Stiftung gefördert. Diese ist auch Hauptsponsor der Salzburger Festspiele und des Lucerne Festival.
Kühnes Vermögen wird auf rund 42,5 Milliarden Dollar (Stand 2024) geschätzt. Dies macht ihn, laut Forbes, zum reichsten Deutschen.

## Leben

### Kindheit und Ausbildung
Kühne wurde 1937 als einziges Kind des Speditionskaufmanns Alfred Kühne (1895–1981) und dessen Ehefrau Mercedes Kühne, geborene Greef (1908–2001 in Hamburg), in Hamburg geboren. Er ist ein Enkel des Unternehmens-Mitbegründers August Kühne.
Kühne besuchte die Heinrich-Hertz-Schule in Hamburg-Winterhude.
Wolf Biermann und er waren Klassenkameraden bis zu Biermanns Übersiedlung in die DDR im Jahr 1953.
Nach dem Abitur absolvierte Kühne eine zweijährige Ausbildung zum Bank- und Außenhandelskaufmann bei dem Bankhaus Münchmeyer & Co., anschließend war er bei befreundeten Speditionen, Reedereien und Schiffsmaklern tätig.

### Karriere
1958 trat Kühne ins Speditionsunternehmen der Familie ein und 1963 wurde er mit 26 persönlich haftender Gesellschafter (Komplementär) und Teilhaber. Bei der Umwandlung von Kühne + Nagel in eine Aktiengesellschaft wurde er 1966 Vorstandsvorsitzender und verlegte 1969 den Firmensitz in die Schweiz.
In den Zeiten der ersten und zweiten Ölpreiskrise versuchte er ein Reedereiunternehmen aufzubauen, geriet damit aber in finanzielle Schwierigkeiten und musste 1981 – im Todesjahr seines Vaters – 50 Prozent der Anteile für 90 Millionen DM an die damalige Lonrho-Gruppe abgeben. Er kaufte sie 1992 für 340 Millionen Mark zurück und brachte 1994 die Kühne + Nagel International AG an die Börse.
Ab 1998 war er nicht mehr Vorstandsvorsitzender, sondern Präsident und Delegierter des Verwaltungsrats. Über die Kühne Holding AG, die im alleinigen Eigentum von Klaus-Michael Kühne ist, hält er einen Anteil von 55,75 Prozent an der Kühne + Nagel International AG. Über das Konsortium Albert Ballin wurde er 2008 Gesellschafter der Reederei Hapag-Lloyd. Dort hält er 30 Prozent der Anteile.
Im Mai 2016 übernahm er 20,3 Prozent der Anteile an der Hamburger VTG AG, die er im Juli 2018 wieder veräußerte.

### Privatleben
Kühne ist kinderlos. Seit 1989 ist er mit Christine Kühne (* 1938) verheiratet. Er wohnt seit 1975 in Schindellegi in der Schweiz, wo sich der Hauptsitz von Kühne + Nagel befindet. Er besitzt weiterhin die deutsche Staatsangehörigkeit.

## Wirken

### Kühne-Stiftung
Klaus-Michael Kühne gründete 1976 gemeinsam mit seinen Eltern die gemeinnützige Kühne-Stiftung (Stiftung nach schweizerischem Recht), in die er jährlich fünf Millionen Schweizer Franken einbringt und die später das Firmenvermögen übernehmen soll.

### Kühne Logistics University
Gemeinsam mit der Freien und Hansestadt Hamburg und der Technischen Universität Hamburg-Harburg gründete er 2003 die Hamburg School of Logistics, die nach einer weiteren Großspende im Jahre 2007 in Kühne School of Logistics and Management umbenannt wurde und aus der schließlich die Kühne Logistics University (KLU) hervorging. Kühne finanziert die KLU teilweise über seine Stiftung. Dennoch ist die KLU eine unabhängige Business School, also keine Corporate University von Kühne + Nagel, und bietet Studiengänge in allgemeiner Betriebswirtschaftslehre, Data Science sowie Logistik und Supply Chain Management an.
Ebenfalls besteht eine Zusammenarbeit mit der Technischen Universität Berlin, die schließlich zur Gründung des Fachgebiets Internationale Logistiknetze führte. Des Weiteren werden an der WHU – Otto Beisheim School of Management in Vallendar das Kühne-Zentrum für Logistikmanagement und der Kuehne Foundation Endowed Chair of Logistics Management von der Kühne-Stiftung unterstützt.
Im Jahr 2005 wurde Kühne in die Logistics Hall of Fame aufgenommen. 2007 wurde er vom Hamburger Senat für sein „nachhaltiges Engagement beim Auf- und Ausbau der Logistikwissenschaft in Hamburg und seinen Einsatz für den Bau der Elbphilharmonie“ mit dem Ehrentitel Professor geehrt.

### Engagement beim HSV
Kühne ist außerdem als Investor beim Hamburger SV tätig. Für 12,5 Millionen Euro erhielt er im Sommer 2010 33 Prozent der Transferrechte an den Spielern Dennis Aogo, Dennis Diekmeier, Paolo Guerrero, Marcell Jansen, Lennard Sowah und Heiko Westermann.
Im Zuge des Transfers von Rafael van der Vaart 2012, für den Kühne ein Darlehen in Höhe von 8,5 Millionen Euro gab, verzichtete Kühne auf diese Transferrechte und erhielt im Gegenzug 33 Prozent der Transferrechte an Rafael van der Vaart.
Im August 2014 gab Kühne dem HSV ein Darlehen in Höhe von 17 Millionen Euro für die Verpflichtung neuer Spieler.
Am 22. Januar 2015 wandelte Kühne ein Darlehen in Höhe von 18,75 Millionen Euro in 7,5 Prozent der Anteile der HSV Fußball AG um, in die die Profifußballabteilung im Juli 2014 ausgegliedert worden war.
Zur Saison 2015/16 erwarb Kühne die Namensrechte des HSV-Stadions und benannte es in Volksparkstadion um. Bis 2019 zahlt er hierfür vier Millionen Euro pro Saison. Außerdem finanzierte Kühne im Sommer 2015 die Verpflichtung des Spielers Albin Ekdal.
Zur Ablösung des Stadionkredites lieh Kühne 2015 dem HSV 25 Millionen Euro, die der HSV im folgenden Jahr nach der Platzierung eines Schuldscheindarlehens zurückzahlte.
Am 6. Februar 2016 wurde bekannt gegeben, dass ein Darlehen Kühnes in Höhe von 9,25 Millionen Euro in HSV-Anteile umgewandelt wurde und er nun 11 Prozent der Anteile der HSV Fußball AG hält. Im Sommer 2016 stellte Kühne dem HSV ein Darlehen in Höhe von 38 Millionen Euro für die Verpflichtung neuer Spieler zur Verfügung.
Auf der Mitgliederversammlung am 8. Januar 2017 wurde verkündet, dass diese Summe nur zurückgezahlt werden muss, wenn der HSV sich in den folgenden sechs Spielzeiten drei Mal für den Europapokal qualifiziert.
Im Zuge einer Kapitalerhöhung erwarb Kühne im April 2017 für 15 Millionen Euro 312.500 weitere Aktien, um die Lizenz für die erste und zweite Bundesliga zu sichern. Sein Anteil an der HSV Fußball AG wuchs dadurch von 11 auf 17 Prozent.
Im Juli 2017 erhöhte er seinen Anteil auf 20,57 Prozent. Im August 2017 gab Kühne in einem Interview mit dem Spiegel bekannt, dass er dem HSV im Sommer 2017 25 Millionen Euro für Ablösen und Gehälter zur Verfügung gestellt habe.
Im Juni 2018 verkündete Kühne in einem Interview mit der Sport Bild, den HSV künftig nicht mehr finanziell unterstützen zu wollen und bezeichnete diese Entscheidung als „nachhaltig“.
Ende 2021 verkaufte Kühne 5,11 Prozent seiner Anteile an die CaLeJo GmbH des Medizinunternehmers Thomas Wüstefeld.
Kühnes Anteil an der HSV Fußball AG beträgt nach der letzten Kapitalerhöhung im März 2022 rund 15,21 Prozent. Ende März 2022 erwarb er über seine Kühne Holding AG bis zum 30. Juni 2023 wieder die Namensrechte am Volksparkstadion und verzichtete auf eine Umbenennung.

## Auszeichnungen
- 27. November 2008: Ehrendoktorwürde der WHU – Otto Beisheim School of Management
- September 2024: Hamburger Gründerpreis für das Lebenswerk[44]

## Vermögen
Klaus-Michael Kühne wurde im Jahr 2020 mit einem geschätzten Privatvermögen von etwa 14,2 Milliarden US-Dollar auf Platz 5 der reichsten Deutschen und weltweit auf Platz 74 geführt. Gemäß der Reichstenliste des Schweizer Wirtschaftsmagazins Bilanz wurde sein Vermögen im Jahr 2021 auf 30 Milliarden Schweizer Franken geschätzt.
Im April 2022 erhöhte Kühne seine Beteiligung an der Lufthansa auf 10,01 Prozent, wobei sein Anteil zu diesem Zeitpunkt rund 830 Millionen Euro wert war. Im Juli 2022 erhöhte er seine Beteiligung um weitere 5 Prozent auf insgesamt 15,01 Prozent und wurde damit zum größten Einzelaktionär der Lufthansa AG.
Laut dem Bloomberg Billionaires Index belegte Kühne am 17. Juli 2023 mit einem geschätzten Vermögen von 42,8 Milliarden US-Dollar den 33. Platz auf der Liste der reichsten Menschen der Welt. Mit Stand 2023 gilt er laut dem US-Wirtschaftsmagazin Forbes mit einem geschätzten Vermögen von 39,1 Milliarden US-Dollar als reichster in der Schweiz lebender Mensch und belegt weltweit Platz 29.

## Kritik und politische Äußerungen

### Steuerflucht
Kühne steht immer wieder dafür in der Kritik, einerseits seinen Wohnsitz und sein Unternehmen in den steuerlich sehr vorteilhaften Kanton Schwyz verlagert zu haben, sich gleichzeitig aber in den letzten Jahren zunehmend als Mäzen und heimatverbundener Hamburger Unternehmer darzustellen. Insbesondere zu erwähnen sind hierbei sein Engagement beim Hamburger SV, bei der Reederei Hapag-Lloyd, dem Hotel The Fontenay, der Kühne Logistics University und der Elbphilharmonie, deren Bau er mit fünf Millionen Euro unterstützte. Kühne selbst bezeichnete dieses Engagement als möglichen Ausgleich für entgangene Steuereinnahmen.
Allerdings bleibt dabei außer Betracht, dass die Verwendung von Steuergeldern nicht der Entscheidung des Steuerschuldners unterliegt und zudem auch ohne öffentliche Anerkennung und Ehrung erfolgt. Kühne selbst äußerte sich in diesem Zusammenhang einmal dahingehend, er habe nichts gegen Steuern, er „hätte nur gern das Gefühl, dass sie für die richtigen Dinge ausgegeben werden“.

### Bemerkungen bei Podiumsdiskussion
Anfang November 2008 widersprach Kühne bei einer Podiumsdiskussion einer möglichen Fusion mit dem Mitbewerber Hapag-Lloyds, der Reederei Maersk. Er wolle das Käuferkonsortium „möglichst reinrassig deutsch halten“. Dieter Graumann, Vizepräsident des Zentralrats der Juden, bezeichnete die Formulierung als „skandalös“.

### Parteipolitische Äußerungen
In einem Interview Ende November 2019 in der Welt am Sonntag bekundete Kühne grundsätzliche Sympathien für die Grünen und insbesondere für einen Bundeskanzler Robert Habeck: „Ich kann mir Herrn Habeck als Bundeskanzler einer grün-schwarzen Koalition vorstellen. Wenn man sich die Parteien in Deutschland anschaut, dann sind die Grünen der einzige Hoffnungsträger.“ Kühne verband sein Lob mit Kritik an der Bundesregierung: „Die Bundesregierung gibt ein desolates Bild ab. Schlechter kann man es doch gar nicht machen.“ Trotzdem spendete er im April 2021 70.000 Euro an die CDU.
In einem Interview mit der NZZ (Zürich) im Sommer 2021 erklärte er, Angela Merkel habe in der Coronakrise und auch insgesamt letztendlich „einen guten Job gemacht“, dennoch sei es höchste Zeit für einen Kanzlerwechsel. Er leistete abermals Spenden an die CDU in Höhe von jeweils 65.000 Euro in den Jahren 2022 und 2023.

### Nationalsozialistisches Erbe und Firmenhistorie
Kühnes Verhalten bei der Aufbereitung von Firmenhistorien und des Familienvermögens fand wiederholt Kritik. 2022 lehnten die Kandidaten des durch die Kühne-Stiftung mitfinanzierten Debütpreises des Harbour Front Literaturfestivals diesen mit Verweis auf Kühne ab. Das Festival verlor daraufhin die Stiftung als Sponsor. David de Jong, Autor eines Sachbuchs über deutsche Unternehmerdynastien, wirft Kühne vor, die nationalsozialistische Historie von Kühne + Nagel vertuschen zu wollen. Als Beleg dient ihm unter anderem das Zurückhalten einer Auftragsstudie, deren Wissenschaftler sich weigerten, unliebsame Textpassagen zu streichen.

### Neubau Hamburger Oper
Im Mai 2022 schlug Kühne vor, ein Opernhaus für 300 bis 400 Mio. Euro in der Hamburger Hafencity vorzufinanzieren (Mietkauf) und von Rene Benko bauen zu lassen. Im Gegenzug solle die denkmalgeschützte Hamburgische Staatsoper abgerissen und dort auf dem dann frei werdenden Grundstück von Rene Benko – der auch am 2023 eingestellten Bau des Elbtowers beteiligt war – ein modernes Immobilienprojekt errichtet werden.
Diese Pläne lösten eine kontroverse Debatte aus. Neben dem Einfluss einer Einzelperson auf Stadtplanung und Kulturpolitik sowie der Verhandlung in geheimen Gesprächen fand auch der zur Verhandlung stehende Standort auf dem Baakenhöft als logistischer Knotenpunkt und möglicher Gedenkort des deutschen Genozids an den Herero und Nama Kritik.
Die Gespräche setzten sich 2023 fort und endeten am 7. Februar 2025 in einer Einigung mit dem Senat Tschentscher II. Demnach solle die Hamburgische Staatsoper als Theater weitergenutzt werden. Die Höhe der Vorfinanzierung durch Kühne wurde vertraglich nicht festgehalten. Die Hamburgische Bürgerschaft muss allerdings noch zustimmen.